# Affair
Affair är det tredje studioalbumet av Cherrelle, utgivet den 19 oktober 1988 av Tabu Records. Albumet var Cherrelles sista att produceras av de tidigare samarbetspartnerna Jimmy Jam & Terry Lewis. Affair genererade musiksingeln "Everything I Miss at Home" som toppade amerikanska R&B-listan Hot Black Singles och blev Cherrelles största listframgång i karriären.

## Låtlista
Information hämtad från Discogs. Alla spår producerades av Jimmy Jam & Terry Lewis om inte annat anges.
| 1.  | "Looks Aren't Everything"                     | James Harris III Terry Lewis                |  | 4:28 |
| 2.  | "Pick Me Up"                                  | Harris Lewis                                |  | 4:19 |
| 3.  | "Discreet"                                    | Harris Lewis                                |  | 4:08 |
| 4.  | "Happy That You're Happy With Me"             | Harris Lewis                                |  | 3:39 |
| 5.  | "Affair"                                      | Harris Lewis                                |  | 3:14 |
| 6.  | "What More Can I Do For You"                  | Harris Lewis                                |  | 4:36 |
| 7.  | "Foolin' Around"                              | Harris Lewis                                |  | 4:27 |
| 8.  | "Everything I Miss at Home"                   | Harris Lewis                                |  | 3:56 |
| 9.  | "Keep It Inside" (featuring Alexander O'Neal) | Harris Lewis                                |  | 4:15 |
| 10. | "My Friend"                                   | Cherrelle Norton Herman Davis Mary Smettler |  | 3:35 |
| 11. | "Crazy (For Loving You)"                      | Norton Davis Smettler                       |  | 3:44 |
| 12. | "Lucky"                                       | Norton Davis Smettler                       |  | 5:04 |
| 13. | "Home" (reprise)                              | Harris Lewis                                |  | 1:06 |

## Topplistor

### Veckolistor
| Lista (1988)                     | Högsta position |
| -------------------------------- | --------------- |
| USA Billboard 200                | 106             |
| USA Top Black Albums (Billboard) | 15              |